# Soulgrind (skaten)
Soulgrind is een term uit het stuntskaten. Bij een soulgrind wordt één skate in de lengte op een rail (buis) en de andere wordt dwars op de rail gezet. Op deze manier over de grind glijden wordt dan een soulgrind genoemd.